# موریس هملسوئت
موریس هملسوئت (انگلیسی: Maurice Hemelsoet؛ ۸ مارس ۱۸۷۵ – ۲۹ دسامبر ۱۹۴۳) قایقران روئینگ اهل بلژیک بود.
وی در مسابقات کشوری و بین‌المللی در مجموع برندهٔ ۷ مدال طلا، ۱ مدال نقره شده‌است.